# Anio (mitologia)
Nella mitologia greca, Anio era il nome di uno dei figli di Apollo, e Creusa o Reo. Appare in diversi testi tra cui l' Eneide e le Metamorfosi.

## Il mito

### Nascita
Anio era il figlio del dio Apollo che generò con Reo figlia di Stafilo. Il padre avendo scoperto la figlia incinta la rinchiuse in un cofano e la gettò nel mare. Grazie ad Apollo il bimbo nacque e rimase in vita.

### Regno
Anio era primo sacerdote di Delo, grazie a suo padre, in seguito per eredità di Radamanto, divenne re della stessa città. Quando Menelao giunse da lui Anio predisse che la guerra che dovevano intraprendere sarebbe durata 10 anni. Per mezzo di lui "fasciato alle tempie di bende e alloro", nell'Eneide (III, v. 80 e ss.), Enea e Anchise possono ascoltare a Delo l'oracolo di Apollo di "seguire l'antica madre", l'antica terra di Dardano, avo dei Troiani (...antiquam exquirite matrem).

### Discendenza
Da Dorippa, ebbe tre figlie, Elaide, Spermo e Eno, che « dedicò [...] a Dioniso, pensando fosse bene avere due dèi come protettori della famiglia »: in cambio, Dioniso donò alla prima il potere di trasformare in olio tutto ciò che toccava, alla seconda di tramutare tutto in grano, alla terza in vino. Per questo vennero chiamate le Vignaiole od Oinotrope. Grazie a loro Anio poté rifornire con le suddette provviste i greci che partivano per la guerra di Troia.
Agamennone volle allora portare le Oinotrope con sé, ma Anio rispose a Menelao e Odisseo, ambasciatori giunti a Delo per conto del condottiero miceneo, che gli dèi avrebbero permesso la capitolazione di Troia solo dopo dieci anni. Gli Achei allora tentarono di rapire le fanciulle, che fuggirono e furono infine trasformate in colombe da Dioniso. Da quel momento Anio iniziò a parteggiare per i Troiani; ospitò tra l'altro Enea durante il suo viaggio verso l'Italia.
Anio ebbe anche un figlio maschio, chiamato Androne, che divenne re di Andro ed ebbe come il padre poteri divinatori.